# Earl Okine
Earl Okine (* 4. ledna 1990 v Gainesville, stát Florida) je hráč amerického fotbalu nastupující na pozici Outside linebackera za tým Indianapolis Colts v National Football League. Univerzitní fotbal hrál za University of Miami, po Draftu NFL 2013, kdy si ho nevybral žádný tým, podepsal smlouvu s týmem Houston Texans

## Vysoká škola a univerzita
Okine hrál americký fotbal a basketball za Gainesville High School. Poté přestoupil na University of Miami, kde si mezi roky 2009 až 2012 připsal celkem 27 tacklů, jeden sack a jeden zblokovaný field gól.

## Profesionální kariéra
Poté, co si ho nevybral žádný tým během sedmi kol Draftu NFL 2013, Okine jako volný hráč podepsal v květnu smlouvu s Houston Texans, ale ještě před startem sezóny byl propuštěn. Následně strávil jeden měsíc s Calgary Stampeders z Canadian Football League, ale nenastoupil do žádného utkání. Ročník 2014 strávil v Orlando Predators v Arena Football League a zaznamenal 5,5 sacku v šestnácti zápasech. Poté hrál za Brooklyn Bolts v nově vytvořené Fall Experimental Football League.
3. března 2015 Okine podepsal smlouvu s Indianapolis Colts. V přípravných zápasech zaznamenal tři starty, připsal si jeden tackle a 1. října byl propuštěn. 5. října opět podepsal smlouvu s Colts jako náhradník a 21. prosince byl dopsán na soupisku.